# Pretaapnarian Radhakishun
Pretaapnarian Radhakishun (3 de septiembre de 1934 - 6 de enero de 2001) fue un político surinamés. Afiliado al Partido Reformista Progresista, llegó al cargo de Primer ministro durante 1986 y 1987. Nuevamente electo en 1996, esta vez con el apoyo del Partido Nacional Democrático y de Jules Wijdenbosch. En 2000 es destituido por el congreso.
Nació en 1934, en la entonces Surinam. Originalmente miembro integrante del Partido de la Reforma Progresista (VHP-en siglas neerlandesas). Opositor a la dictadura de Desi Bouterse. En 1986 integra el nuevo gabinete ejecutivo de Bouterse como primer ministro debido a las exigencias de la oposición. Es sustituido de su cargo en 1987 por Jules Wijdenbosch. 
Tras romper vínculos con el VHP en 1988, integra el Partido Básico para la Renovación, presidido por Jules Wijdenbosch y asociado con el Partido Nacional Democrático, con quién llegan al poder en 1996 tras vencer al Partido Nacional de Surinam de Ronald Venetiaan. 
Culmina su período en 2000 debido a la celebración de elecciones generales anticipadas ocasionadas por la acusación de actos de corrupción por parte del presidente Wijdenbosch (uso indebido de 1.4 millones de florines holandeses, en el cual Radhakishun estaba implicado). Murió en Paramaribo el 6 de enero de 2001 antes de cumplir sentencia definitiva.